# Firminy
Firminy [fiʁmini] ist eine Gemeinde und Industriestadt mit 17.128 Einwohnern (Stand 1. Januar 2022) bei Saint-Étienne im Département Loire in der Region Auvergne-Rhône-Alpes. Die Stadt liegt am Fluss Ondaine, einem kleinen Nebenfluss der oberen Loire.
Die Stadt liegt am Rande des Regionalen Naturparks Pilat und ist mit diesem als Zugangsort assoziiert.

## Bevölkerungsentwicklung
| Jahr                       | 1962   | 1968   | 1975   | 1982   | 1990   | 1999   | 2006   | 2017   |
| Einwohner                  | 26.065 | 24.924 | 25.060 | 24.113 | 23.123 | 19.297 | 17.975 | 17.135 |
| Quellen: Cassini und INSEE |        |        |        |        |        |        |        |        |

## Bildung und Kultur
In Firminy befindet sich seit 1998 ein Feuerwehrmuseum (Musée des Sapeurs Pompiers de la Loire).

## Sehenswürdigkeiten

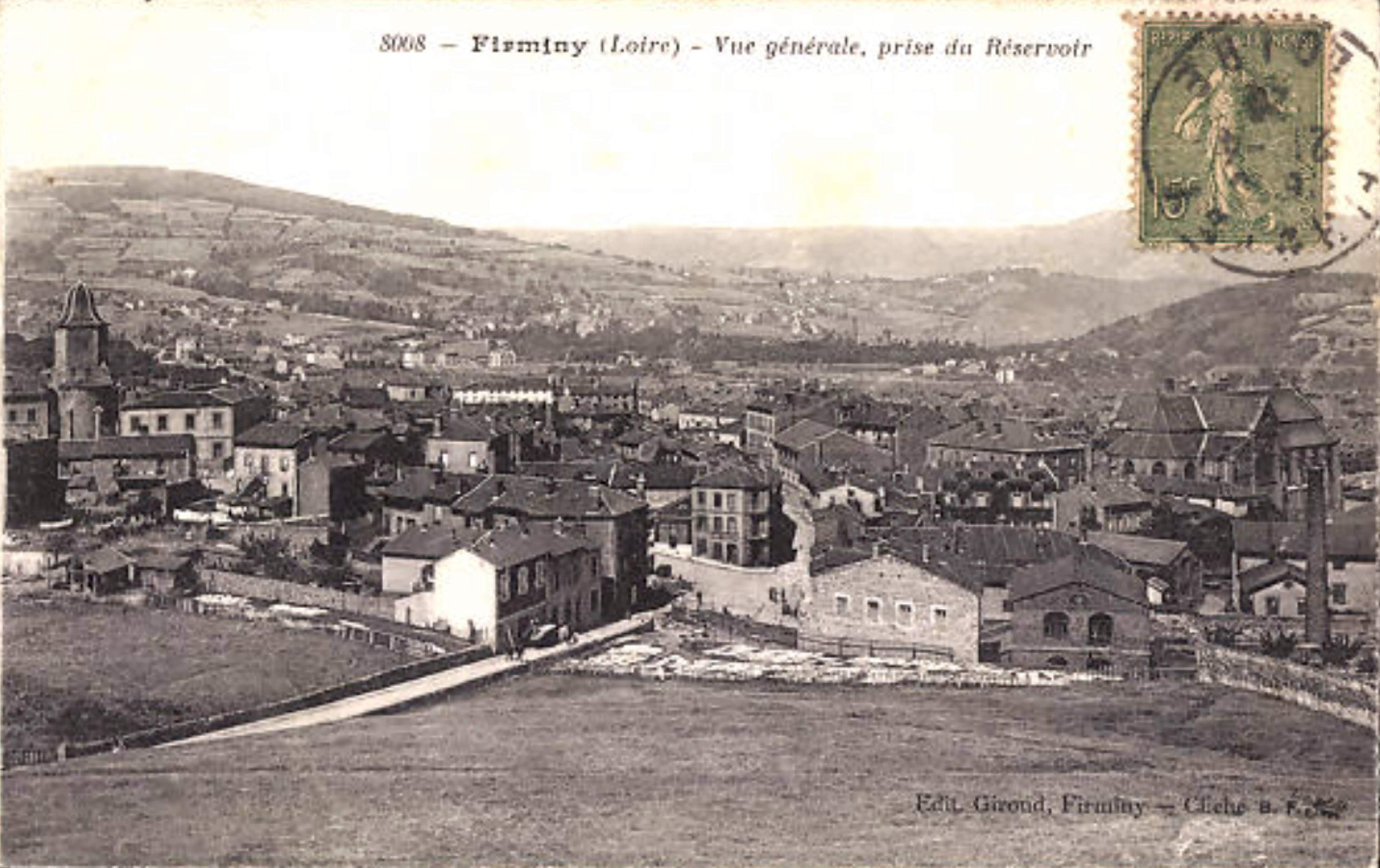
Stadtansicht von Firminy um 1920

Bekannt geworden ist der Stadtteil Firminy Vert durch die städtebauliche Planung von Le Corbusier. Diese Stadtplanung (1964–1969) ist die einzige von Le Corbusier in Europa und wurde maßgeblich durch den damaligen Politiker Eugène Claudius-Petit umgesetzt, der ein Freund und Förder von Le Corbusier war. Mit der Wahl zum Bürgermeister von Firminy 1953 träumte er von einer „Stadt des zwanzigsten Jahrhunderts als beste ihrer Zeit“, die er mit Firminy-Vert als eine Art Klein-Brasilia verwirklichen wollte. Zwei Jahre später beauftragte er Le Corbusier und sein Architektenteam mit mehreren Projekten für das „grüne Firminy“. Zu Lebzeiten Corbusiers entstand hier das Stadion, das Jugend- und Kulturzentrum (heute: Espace Le Corbusier) und eine Unité d’Habitation (Wohneinheit).
Die Kirche Saint Pierre wurde 2006, 40 Jahre nach dem Tod von Le Corbusier, eröffnet.  Die Fertigstellung hatte sich aus finanziellen und politischen Gründen seit der Grundsteinlegung im Jahre 1970 verzögert und jahrelang war nur die Substruktion zu sehen. Der Bau, fertiggestellt von Le Corbusiers früherem Assistenten, José Oubrerie, konnte letztlich nur mit öffentlichen Mitteln finanziert werden, was wegen der strengen Trennung von Kirche und Staat (Laizismus) in Frankreich auch dazu führte, dass die Kirche als Kulturstätte gilt.

## Verkehr

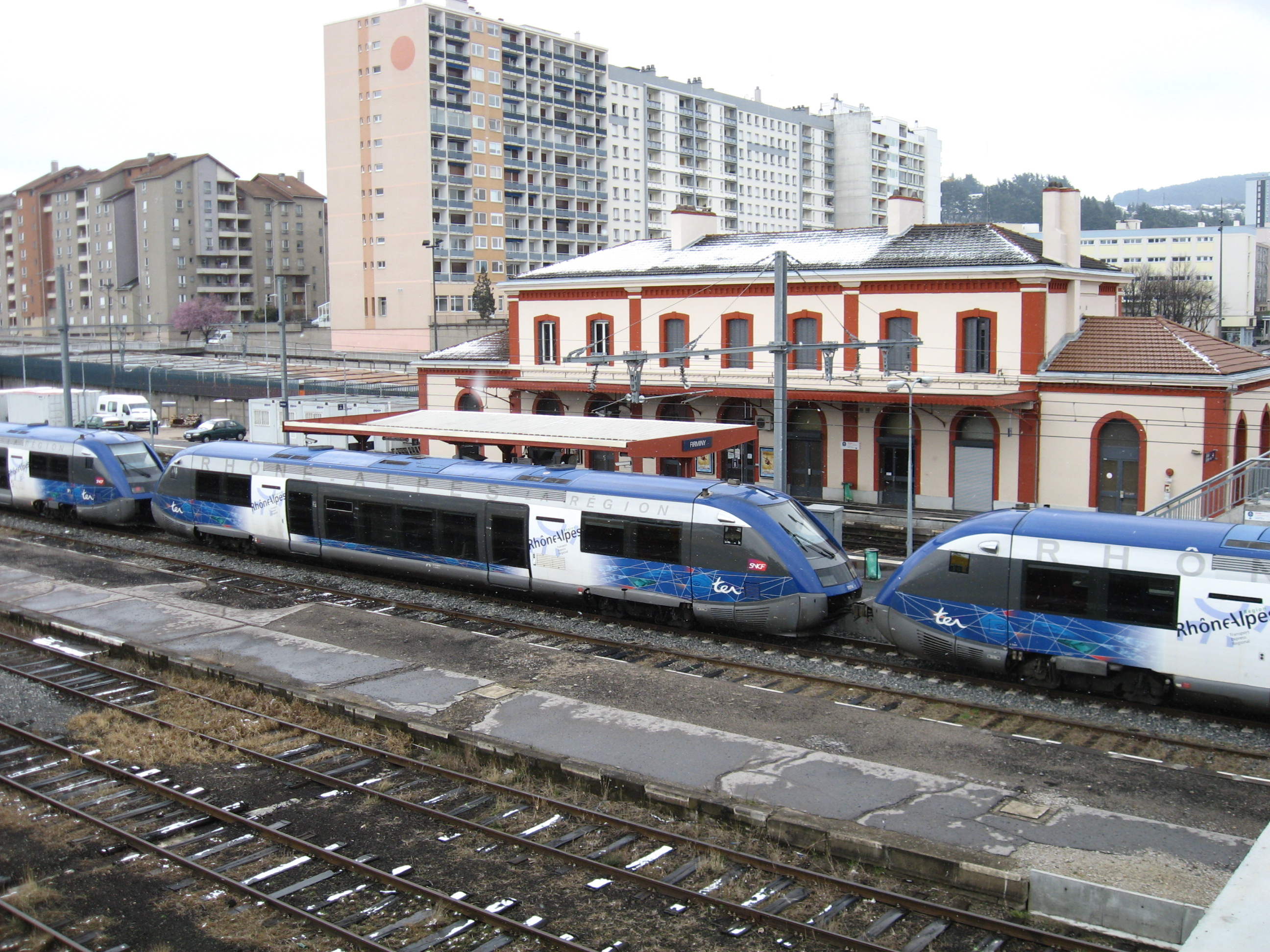
Bahnhof

Firminy hat einen Bahnhof an der Bahnstrecke Saint-Georges-d’Aurac–Saint-Étienne-Châteaucreux. Der Abschnitt von Saint-Étienne bis Firminy wurde am 30. Mai 1859 von der Compagnie du chemin de fer Grand-Central de France eröffnet; am 9. November 1863 nahm die Compagnie des chemins de fer de Paris à Lyon et à la Méditerranée (P.L.M.) dessen Verlängerung über Firminy hinaus in Richtung Le Puy-en-Velay bis zur Station Pont-de-Lignon in der Gemeinde Beauzac in Betrieb.

## Persönlichkeiten
- Dino Cinieri (* 1955), Politiker
- Emmanuelle Bertrand (* 1973), Cellistin
- Ulrick Chavas (* 1980), Fußballspieler
- Manuel Bompard (* 1986),  Informatiker, Mathematiker und Politiker
- Anthony Losilla (* 1986), Fußballspieler
- Blandine Dancette (* 1988), Handballspielerin
- Jérémy Jurkiewicz (* 1988), Triathlet
- Léo Pétrot (* 1997), Fußballspieler